# Lennart Hagvall
Lennart Arne Vincent Hagvall, född 8 juni 1913 i Hov i Älvsborgs län, död 2 november 1985 i Falkenberg, var en svensk revysångare. 
Lennart Hagvalls inspelning av rumban Det är så hälsosamt och stärkande i fjällen kom ut 1947, och blev dödskallemärkt i radions skivarkiv eftersom den ansågs ha en osedlig text ("Vi bytte fruar med varandra frampå kvällen, det är så hälsosamt och stärkande i fjällen"). 
Hagvall blev uppskattad för sitt revyarbete på den anrika krogen Kajutan på Henriksberg i Göteborg. Han hade under sin blomstringstid täta kontakter med Karl Gerhard, Lasse Dahlquist med flera.
Lennart Hagvall var gift med Marga Hagvall, och var far till musikern Göran Hagwall.

### Fotnoter
1. ↑  "Det är så hälsosamt och stärkande i fjällen" på Svensk mediedatabas
2. ↑  ”Lennart Hagvall] på [[Svensk underhållningsmusik, revyer och film 1900–1960]]”. Arkiverad från originalet den 22 april 2019. https://web.archive.org/web/20190422121404/http://musiknostalgi.atspace.cc/lenhag.htm. Läst 22 april 2019.